# Montieri
Montieri é uma comuna italiana da região da Toscana, província de Grosseto, com cerca de 1.273 (Cens. 2001) habitantes. Estende-se por uma área de 108,34 km², tendo uma densidade populacional de 11,75 hab/km². Faz fronteira com Castelnuovo di Val di Cecina (PI), Chiusdino (SI), Massa Marittima, Monterotondo Marittimo, Radicondoli (SI), Roccastrada.

## Demografia
| Variação demográfica do município entre 1861 e 2011                               |
|                                                                                   |
| Fonte: Istituto Nazionale di Statistica (ISTAT) - Elaboração gráfica da Wikipedia |